# Amorpha nitens
Amorpha nitens là một loài thực vật có hoa trong họ Đậu. Loài này được F.E.Boynton miêu tả khoa học đầu tiên.